# Une Misère
Une Misère ist eine isländische Metalcore-Band aus Reykjavík, die 2016 gegründet wurde.

## Geschichte
Die Band wurde im April 2016 von sechs Musikern gegründet, wobei jeder bereits zuvor in einer anderen Band aktiv gewesen war. 2017 folgten die ersten Konzerte und die Teilnahmen am lokalen Wacken Metal Battle. Durch den Sieg bei diesem errang die Gruppe die Teilnahmeberechtigung am Wacken Open Air. Im selben Jahr erschien zudem das Mixtape 010717, dessen Titel sein Veröffentlichungsdatum darstellt. Im selben Jahr war die Gruppe auf dem Eistnaflug Festival vertreten, in dessen Rahmen sie drei Konzerte gab. 2018 war die Band auf dem Roadburn Festival und dem Bloodshed Festival vertreten und es ging auf Tour durch Europa. 2018 trat die Band zusammen mit Slayer bei ihrem einzigen isländischen Konzert auf. Im Januar 2019 unterzeichnete die Gruppe einen Plattenvertrag bei Nuclear Blast. In diesem Jahr nahm die Band unter anderem am Brutal Assault, Summer Breeze und den Metaldays teil. Im Sommer hielt die Bands Auftritte in Europa zusammen mit Decapitated, Aborted, Arch Enemy und Lamb of God ab. Anfang November 2019 erschien über Nuclear Blast das Debütalbum Sermon. Der Schreibprozess hierzu hatte kurz nach dem 2017er Wacken Metal Battle begonnen, die Aufnahmen und Produktion hatten rund drei Wochen gedauert. Die Aufnahmearbeiten hatten im Haus des Schlagzeugers Benjamín Bent Árnason begonnen, ehe sie von Sky Van Hoff und seinem Team, bestehend aus Marco Bayati und Marco Kollenz, übernommen worden waren. Diese hatten das fertige Material auch abgemischt, ehe es von Svante Försbeck gemastert worden war. Auf dem Album besteht die Gruppe aus dem Sänger Jón Már Ásbjörnsson, dem Gitarristen Gunnar Ingi Jones, dem Gitarristen und Sänger Fannar Már Oddsson, dem Bassisten Þorsteinn Gunnar Friðriksson und dem Schlagzeuger Benjamín Bent Árnason. Im Januar und Februar 2020 ging die Band zusammen mit Fallujah, Bloodlet und Lowest Creature auf Tournee durch Europa. Im Januar 2022 feuerte die Band ihren Sänger Jón Már Ásbjörnsson, nachdem Missbrauchsvorwürfe gegen dihn bei dem Radiosender eingingen, wo Jón Már Ásbjörnsson arbeitete. Die Band stellte nach einer Pause im August 2022 ihren neuen Sänger Rúnar „HRODI“ Guðmundsson vor, der ehemalige Sänger der Band Endless Dark.

## Stil
Isabell Raddatz vom Rock Hard schrieb in ihrer Rezension zu Sermon, dass hierauf Hardcore Punk mit Einflüssen aus dem Death Metal zu hören ist. Geprägt seien die Songs von Melancholie und Groove. Trotz mehrfacher klanglicher Gemeinsamkeiten zu Slipknot, gelinge es der Gruppe insgesamt einen eigenständigen Klang zu erschaffen. Eine Ausgabe später stellte Raddatz nicht nur klangliche Gemeinsamkeiten zu Slipknot, sondern auch Korn fest. Im Interview mit ihr gab Jón Már Ásbjörnsson an, dass die Band durch zahlreiche Dinge beeinflusst wird. Der Klargesang des Albums sei durch Arnór Dan Arnarson von Agent Fresco beeinflusst worden. Die Texte würden von psychischen Krankheiten und Drogensucht, Themen, über die er aus persönlicher Erfahrung singe, handeln. Celia Woitas vom Metal Hammer gab in ihrer Rezension zum Album an, dass hierauf „bedrückende und dennoch aggressive kraftvolle Klänge“ enthalten sind. Es handele sich hierbei um ein Album, „das mal mit fiesen Blastbeats in der Brust umherwirbelt, mal mit einer Mischung aus Klargesang und Shouts (‘Fallen Eyes’) in sphärische Dunkelheit einlullt oder mit schreienden Gitarren (‘Failures’) die Gehirnwindungen durcheinanderbringt“. Insgesamt vermische die Band aggressive Elemente aus dem Black Metal mit Hardcore-Punk-Grooves, sodass ein „Konstrukt aus Raserei, Groove und Melancholie“ entstehe. In derselben Ausgabe rezensierte Sebastian Kessler das Album ebenfalls. Er ordnete das Album dem Metalcore zu. Auch ihm fiel der abwechselnde Einsatz von Klargesang und Shouts auf, jedoch verzichte die Band darauf, mit diesem Kontrast zu spielen. Zudem gelinge es der Gruppe auch nicht, einprägsame Melodien zu schaffen. Breakdowns und Breakdrops seien für die Songs ebenfalls charakteristisch.

## Diskografie
- 2016: Overlooked / Disregarded (Single, Eigenveröffentlichung)
- 2017: 010717 (Mixtape, Eigenveröffentlichung)
- 2019: Sermon (Single, Nuclear Blast)
- 2019: Sermon (Album, Nuclear Blast)